# Нонсенс
Нонсенс (от френски: non-sens), е фраза лишена от смисъл или безсмислие. Понякога изразът се употребява за обозначаване на алогизъм, абсурдност. Лимерик (поезия) е вид стихотворна форма нонсенс.